# Magic: The Gathering
Magic: The Gathering (i talesprog: Magic, MTG eller Magic-kort) var det første samlekortspil.
Magic blev opfundet af matematiklæreren Richard Garfield og blev publiceret af Wizards of the Coast i 1993, hvor spillet blev en øjeblikkelig succes. Magic: The Gathering gav startskuddet til en hel ny spilgenre, og det anslås, at det spilles af ca. seks millioner mennesker i over 70 lande på verdensbasis, ganske som der også findes en populær internet-udgave.
Spillet er essentielt et strategispil, men foregår i et miljø inspireret af rollespilsverdenen.
Der udgives fire gange årligt nye serier som udvider spillet, og disse serier har varierende temaer.[kilde mangler]
Hvert kort har sine helt egne unikke egenskaber, som gør det forskelligt fra andre kort. Da Magic: The Gathering blev udgivet, var der kun blevet lavet 295 forskellige kort. Man fandt derfor hurtigt ud af, at man måtte trykke nye kort og lave nye serier, for at spillet skulle kunne udvikle sig og bevare sin popularitet. Der findes i dag over 12.000 forskellige kort. Kortene er illustreret, hvilket en lang række forskellige illustratorer har stået for, heriblandt Quinton Hoover, som tegnede kortet "Proposal" som Garfield brugte til at fri til sin kone Lily Wu med.
Engagerede spillere deltager ofte i turneringer, hvor der vil være dommere til stede. I Danmark afholdes turneringer oftest i rollespilsbutikker, herunder kan nævnes Læsehesten (Silkeborg), Faraos Cigarer (København), Fanatic (Roskilde), Kelz0r.dk – Hack'n'Slash (Holbæk), Good Games (Kolding, Dragons Lair (Århus, Ålborg, Odense) og Topdeck (Hillerød).
Alle Magic-kort har en bytteværdi alt efter sjældenheden, spilleværdien og samlerværdien. Det kort, som er vurderet til at have den højeste værdi er Black Lotus, som ofte koster over 7.000 amerikanske dollars i sin dyreste udgave.[kilde mangler]

## Spillets mål
I Magic er hver spiller en såkaldt "planeswalker" - en mægtig troldmand eller -kvinde, som er i stand til at trække magisk kraft fra landet omkring sig og kaste magiske formularer. I spillets verden er planeswalkere desuden i stand til at rejse imellem forskellige verdener (også kaldet "planer"), og kæmper ofte imod hinanden ved hjælp af deres erhvervede magiske kundskaber for ære, træning, eller for at optjene fjendens magiske viden og evner.
Til dette formål har hver spiller en på forhånd sammensat bunke Magic-kort, der kaldes et deck, som repræsenterer spillerens samling af trylleformularer fra de verdener, som han eller hun har rejst til. Et deck består af to slags kort: magier og lande. Magier kan være hvad som helst fra påkaldelsen af en ridder eller en drage til en ildkugle, der kastes mod fjenden og hans eller hendes væsener. Lande (samt visse magier) benyttes til at producere en magisk kraft kaldet "mana", der fungerer som resurse til at spille magier. Hver spiller starter spillet med 20 livspoints, og spillets mål er at bringe modstanderens livspoints ned til 0 - som man oftest gør ved at angribe modstanderen med sine væsener. Spillerne skiftes til at have tur, hvor den aktuelle spiller fornyer sine ressourser, trækker et kort fra sit deck, spiller kort fra sin hånd og angriber modstanderen med sine væsener. Når et kort bliver brugt, siges det, at man "kaster en magi" - et væsen eller et andet permanent kort kommer derefter i spil på kamppladsen, og midlertidige trylleformularer ryger direkte i spillerens skraldebunke (Graveyard) efter brug, hvor væsener og andre permanente kort også ryger hen, når de dør i kamp eller ødelægges.
Magic-kort udgives i serier, som hver har deres tema. Serierne begiver sig ofte rundt på tværs af planerne, og kort fra en given serie får derfor ofte navn fra nogle af de områder, som de kommer fra. Som eksempler på planer kan nævnes Dominia, Kamigawa, Ravnica og Zendikar. Stedet mellem de forskellige planer hedder "the Æther", og det er igennem dette, at planeswalkere er i stand til at påkalde væsener fra andre verdener. Områder i disse verdener opdeles efter hvilken type mana de producerer: Hvid mana kommer fra de åbne vidder (Plains); Blå mana kommer fra øerne (Island); Sort mana kommer fra sumpene (Swamp); Rød magi kommer fra bjergene (Mountain); og Grøn magi kommer fra skovene (Forest). Hver farve er "allieret" med to andre farver, der har nærliggende værdisæt, og er fjender med de resterende to farver. Hver farve har desuden sit eget tema og værdisæt:
- Hvid magi/De åbne vidders magi: Med hvid magi leder du en hær af riddere, engle, griffer, soldater og andre godhjertede og retfærdige væsener. Du kæmper for retfærdighed, civilisation og orden, og med hjælp fra helende magi er du svær at stoppe. Hvide planeswalkere er tit i overtal med deres tropper, og deres mindre væsener er ofte stærkere og lettere at påkalde end dem fra andre farver. En del hvide kort er desuden kontrollerende, da hvid repræsenterer fred, samfundet, lov og orden, og dermed er i stand til at indespærre fjendens væsener eller på anden måde holde dem hen med beskyttende magi. Hvid er allieret med blå (som også ønsker orden) og grøn (som også ønsker at fremme liv), og fjende af rød (som er kaotisk og ødelæggende) og sort (som er grådig og associeret med død).
- Blå magi/Havenes magi: Med blå magi får du evnen til at stjæle eller kopiere din modstanders kort og vælge imellem flere magier at kaste - information er nøglen for en blå planeswalker, der forsøger at kontrollere modstanderens spil. Blå magi er baseret på en kold, nærmest kynisk videnskabelig tankegang. Som blå planeswalker kan du modvirke (counter) modstanderens magi inden de overhovedet kommer i spil. Blå væsener er ofte associeret med elementerne vand og luft, og er tit andre troldmænd, havmennesker, sfinkser, og kæmpestore uhyrer fra havets bund. Blå er allieret med hvid (som også ønsker orden) og sort (som også ønsker viden), og fjende af rød (som er uforudsigelig og kaotisk) og grøn (som ikke ønsker fremskridt i samme grad som blå).
- Sort magi/Sumpenes magi: Med sort magi hersker du over en hær af døde - zombier, skeletter, vampyrer og spøgelser adlyder din befaling. Du dræner liv for at hele dig selv, genopliver monstre fra de døde og får modstanderen til at glemme sin evne til at kaste magi. Sort magi kender ikke til nederlag uden kamp til det sidste, og det sorte motto lyder ofte, at man vil gøre hvad som helst for at vinde - selv ofre sine egne væsener (som man bare kan genoplive) eller sine egne livspoints (som man bare kan erstatte med stjålent liv fra modstanderen og hans eller hendes væsener). Sort er allieret med blå (som også er kontrollerende og kynisk) og rød (som deler sorts evne og lyst til ødelæggelse), og fjende af grøn (som spreder liv imod sorte magikeres ønsker om død) og hvid (som symboliserer selvopofrelse og kærlighed til andre frem for egoisme).
- Rød magi/Bjergenes magi: Med rød magi styrer du horder af barbarer, bersærkere, orker, trolde, gobliner, kæmper og drager. Rød magi er meget aggressiv og kaotisk, og har mange kort der ødelægger modstanderens lande og magiske genstande. Rød er desuden kendt for at påkalde ild og lyn for at ødelægge fjendens væsener og give skade til modstanderens livspoints direkte. Ligesom sort er rød meget ødelæggende, og flere af kortene skader én selv i bytte for ekstra skade på modstanderen - ofte giver rød magi lige meget i skade til alle spillere og/eller alle væsener (med magier, der således ikke koster meget mana), men da rød er i stand til at give skade til modstanderen ekstremt hurtigt, og da røde væsener ofte giver hurtigt skade eller angriber hurtigere end modstanderens væsener, vinder den røde spiller ofte spillet hurtigt alligevel. Rød er allieret med sort (som også er ødelæggende) og grøn (som også har at gøre med vilde naturkræfter), og fjende af hvid (som søger at bevare i stedet for at ødelægge) og blå (som rød anser som unaturlig og følelsesmæssigt afstumpet).
- Grøn magi/Skovens magi: Med grøn magi kan du fremkalde bjørne, slanger, levende træer, dinosaurer og kæmpemæssige uhyrer, der tårner over trætoppene. Grøn er elvernes rige, og druidernes ritualer holder dem i balance med naturen. Grøn er svag i antallet af flyvende monstre, men har derimod en masse kort imod dem (da flyvende væsener let kan angribes fra trætoppe af kæmpemæssige edderkopper). Grøn er kendt for at have mange hurtige, små væsener såvel som større, stærkere monstre. Grønne væsener har tit evner som trample (der tillader nogle særdeles store væsener at give overskydende skade til modstanderen, hvis han eller hun sætter mindre væsener i vejen) eller kan producere mana. Grøn magi kender til heling og ødelæggelse såvel som bevaring af enchantments, der jo enten kan være naturlige eller naturstridige. Grøn er god til at hente lande fra dit deck (ved at udforske nye områder) og kort op fra din graveyard (igennem den naturlige cyklus af liv og død). Grøn er allieret med rød (som også er vild og naturlig) og hvid (som også søger at bevare liv), og fjende af blå (som grøn anser som naturstridig og kynisk) og sort (som søger at beherske liv og død i stedet for at lade det gå sin naturlige gang).

Magic indeholder et vis tilfældighedselement på grund af kortenes blanding og deckets givne fordeling mellem lande og magier, og denne tilfældighed kan ofte betyde mere end spillernes deck og dygtighed til spillet - men en god spiller kan ofte sammensætte og spille et deck således, at tilfældighedselementet ikke har lige så stor betydning. Visse måder at spille Magic på gør det desuden lettere eller sværere for spilleren at sammensætte et funktionelt deck - som eksempel hertil kan nævnes "Sealed"-formaterne, hvor man får tildelt en mængde tilfældige kort og skal lave et deck ud af dem, samt "Cube"-formatet, hvor alle kort kan spilles som lande af alle typer, så man næsten aldrig kan komme til at have for mange eller for få ressourcer. For nylig er desuden formaterne "Highlander" og "Commander" blevet specielt populære - begge spiltyper, hvor en spiller højst må inkludere 1 kort med det samme navn i sit deck (imod den normale begrænsning på 4 kort af samme navn), og hvor decket skal indeholde præcist 100 kort, som gør det næsten umuligt at bruge spillernes sædvanlige decks og stiller helt nye udfordringer til sammensætningen.

## Ninjutsu
Ninjutsu er et eksempel på en evne hos et creature. Denne evne giver mulighed for at overraske ens modstander. Den virker på den måde, at hvis en af dine creatures angriber en modstander, og dette angreb ikke bliver blokeret, har du mulighed for at "Ninjutsue" et af de creatures som du har på hånden. Der skal betales den manacost, som kortet viser som ninjutsucosten, og når den er betalt, bytter det angribende creature og "Ninjutsu"-creaturet plads. Dette kan i nogle tilfælde bevirke, at du skader din modstander med mere end han/hun havde forventet. Alle creatures, som har evnen ninjutsu, har også en anden evne som virker når dette creature giver skade til en spiller, hvilket det gør, når den ikke er blevet blokeret.[kilde mangler]

## Computerspil
- Magic: The Gathering (MicroProse) (1997)
- Magic: The Gathering Online (2002)
- Magic: The Gathering – Duels of the Planeswalkers (2009)
- Magic: The Gathering – Duels of the Planeswalkers 2012
- Magic: The Gathering Arena (2019)
- Magic: Legends (2021)